# Manometrie

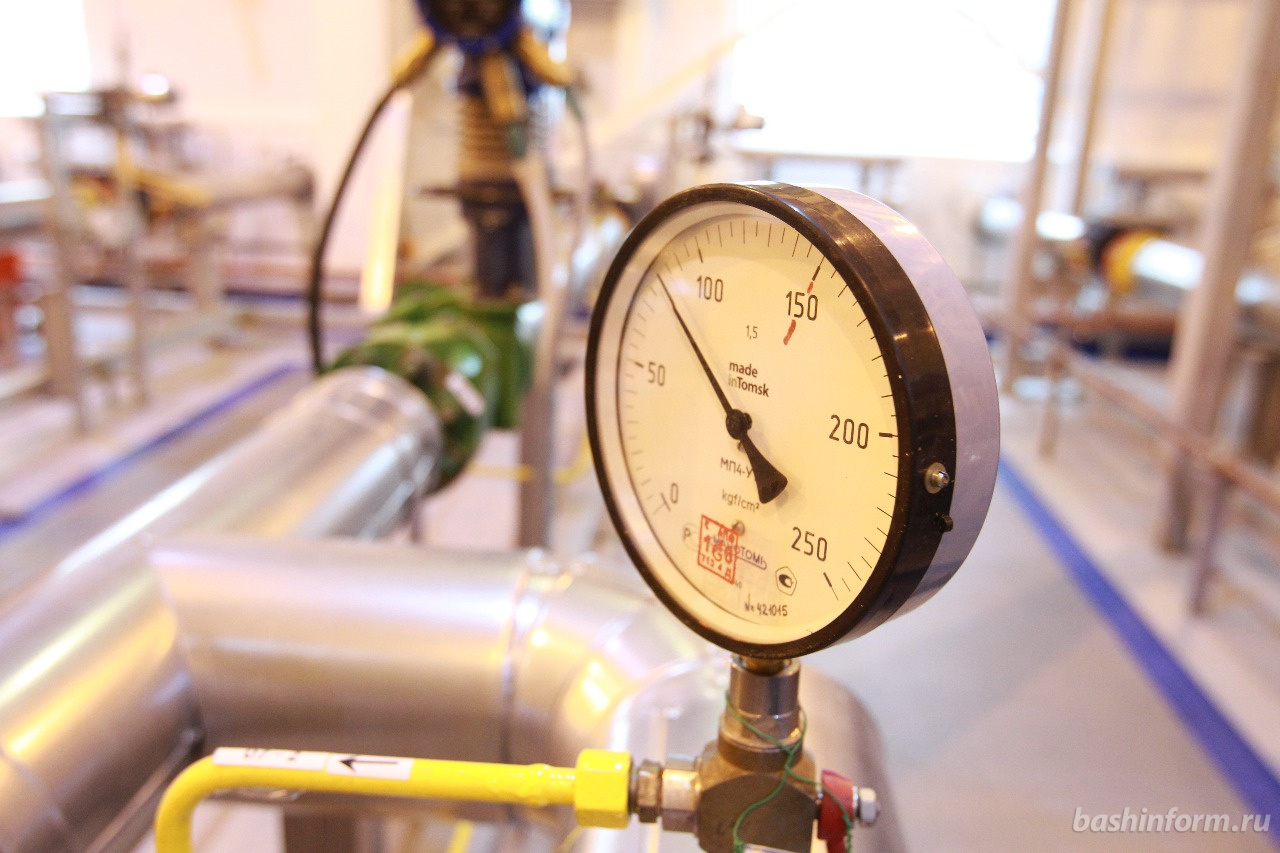
Manometer für Erdgas

Unter Manometrie versteht man die physikalische Druckmessung mittels eines Manometers in einem abgeschlossenen Raum. In der Medizin wird die Manometrie zur Druckbestimmung von Speiseröhre (Ösophagusmanometrie) und Darm verwendet. Damit lassen sich Funktionsstörungen in diesen Organen nachweisen. In der Urologie wird die Zystomanometrie (Urodynamische Untersuchung) verwendet, um Blasenentleerungsstörungen zu klassifizieren.
Siehe Druckmesser